# National Rugby League 2019
La National Rugby League de 2019 fue la 112.ª edición del torneo de rugby league más importante de Australia y Nueva Zelanda.

## Formato
Los clubes se enfrentaron en una fase regular de todos contra todos en condición de local y visitante, los ocho equipos mejor ubicados al terminar esta fase clasificaron a la postemporada.
Se otorgaron 2 puntos por el triunfo, 1 por el empate y ninguno por la derrota.

### Postemporada

#### Finales de eliminación (fase 1)
- 5° vs 8° puesto - ganador avanza a las semifinales
- 6° vs 7° puesto - ganador avanza a las semifinales

#### Finales de clasificación (fase 2)
- 1° vs 4° puesto - ganador avanza a las final preliminar, perdedor avanza a semifinales
- 2° vs 3° puesto - ganador avanza a las final preliminar, perdedor avanza a semifinales

#### Semifinales (fase 3)
- Perdedor fase 2 vs ganador fase 1 - ganador avanza a la final preliminar
- Perdedor fase 2 vs ganador fase 1 - ganador avanza a la final preliminar

#### Final preliminar (fase 4)
- Ganador fase 2 vs ganador fase 3 - ganador avanza a la gran final
- Ganador fase 2 vs ganador fase 3 - ganador avanza a la gran final

#### Final
- Ganadores fase 4

## Desarrollo

### Tabla de posiciones
| Pos. | Equipo                        | Encuentros | Encuentros | Encuentros | Encuentros | Tantos | Tantos | Tantos | Puntos |
| Pos. | Equipo                        | PJ         | PG         | PE         | PP         | F      | C      | Dif    | Puntos |
| ---- | ----------------------------- | ---------- | ---------- | ---------- | ---------- | ------ | ------ | ------ | ------ |
| 1    | Melbourne Storm               | 24         | 20         | 0          | 4          | 631    | 300    | +331   | 42     |
| 2    | Sydney Roosters               | 24         | 17         | 0          | 7          | 627    | 363    | +264   | 36     |
| 3    | South Sydney Rabbitohs        | 24         | 16         | 0          | 8          | 521    | 417    | +104   | 34     |
| 4    | Canberra Raiders              | 24         | 15         | 0          | 9          | 524    | 374    | +150   | 32     |
| 5    | Parramatta Eels               | 24         | 14         | 0          | 10         | 533    | 473    | +60    | 30     |
| 6    | Manly-Warringah Sea Eagles    | 24         | 14         | 0          | 10         | 496    | 446    | +50    | 30     |
| 7    | Cronulla-Sutherland Sharks    | 24         | 12         | 0          | 12         | 514    | 464    | +50    | 26     |
| 8    | Brisbane Broncos              | 24         | 11         | 1          | 12         | 432    | 489    | -57    | 25     |
| 9    | Wests Tigers                  | 24         | 11         | 0          | 13         | 475    | 486    | -11    | 24     |
| 10   | Penrith Panthers              | 24         | 11         | 0          | 13         | 413    | 474    | -61    | 24     |
| 11   | Newcastle Knights             | 24         | 10         | 0          | 14         | 485    | 522    | -37    | 22     |
| 12   | Canterbury-Bankstown Bulldogs | 24         | 10         | 0          | 14         | 326    | 477    | -151   | 22     |
| 13   | New Zealand Warriors          | 24         | 9          | 1          | 14         | 433    | 574    | -141   | 21     |
| 14   | North Queensland Cowboys      | 24         | 9          | 0          | 15         | 378    | 500    | -122   | 20     |
| 15   | St. George Illawarra Dragons  | 24         | 8          | 0          | 16         | 427    | 575    | -148   | 18     |
| 16   | Gold Coast Titans             | 24         | 4          | 0          | 20         | 370    | 651    | -281   | 10     |

|  | Postemporada. |

### Postemporada

#### Finales de clasificación
| 13 de septiembre | Sydney Roosters | 30 - 6 | South Sydney Rabbitohs |  |  |

| 14 de septiembre | Melbourne Storm | 10 - 12 | Canberra Raiders |  |  |

#### Finales de eliminación
| 14 de septiembre | Manly-Warringah Sea Eagles | 28 - 16 | Cronulla-Sutherland Sharks |  |  |

| 15 de septiembre | Parramatta Eels | 58 - 0 | Brisbane Broncos |  |  |

#### Semifinal
| 20 de septiembre | South Sydney Rabbitohs | 34 - 26 | Manly-Warringah Sea Eagles |  |  |

| 21 de septiembre | Melbourne Storm | 32 - 0 | Parramatta Eels |  |  |

#### Finales premilinares
| 27 de septiembre | Canberra Raiders | 16 - 10 | South Sydney Rabbitohs |  |  |

| 28 de septiembre | Sydney Roosters | 14 - 6 | Melbourne Storm |  |  |

#### Final
| 6 de octubre | Sydney Roosters | 14 - 8 | Canberra Raiders | ANZ Stadium, Sídney             |  |
|              |                 |        |                  | Asistencia: 82.922 espectadores |  |

| Bandera de Australia    |
| Campeón Sydney Roosters |
| Décimo quinto título    |